# VM i håndbold 2027 (kvinder)
|  | Denne artikel indeholder information om en fremtidig sportsbegivenhed Der kan forekomme spekulativ information, og indholdet kan ændres dramatisk når arrangementet nærmer sig og mere information bliver tilgængelig. |

Verdensmesterskabet i håndbold for kvinder 2027 bliver det 28. VM i håndbold for kvinder arrangeret af International Handball Federation og afholdes i Ungarn.

## Kvalificerede hold
|                                                 | Dato             | Sted                                              | Pladser      | Kvalificerede hold |
| ----------------------------------------------- | ---------------- | ------------------------------------------------- | ------------ | ------------------ |
| Vært                                            | 28. februar 2020 | Cairo                                             | 1            | Ungarn             |
| Håndbold-VM 2025                                | 2025             | Holland Tyskland                                  | 1            |                    |
| Afrikamesterskabet 2026                         | 2026             |                                                   | 4            |                    |
| Asienmesterskabet 2026                          | 2026             |                                                   | 4            |                    |
| Europamesterskabet 2026                         | 2026             | Polen · Rumænien · Slovakiet · Tjekkiet · Tyrkiet | 4            |                    |
| Syd- og mellomamerikanske mesterskab 2026       | 2026             |                                                   | 3            |                    |
| Nordamerika- og det caribiske mesterskabet 2026 | 2026             |                                                   | 1            |                    |
| Europæisk kvalificeringsturnering               | 2026             |                                                   |              |                    |
| Wildcard                                        | 18. oktober 2018 | Qatar Doha                                        | 1 eller 2[1] | USA                |

1. Med tanke på at Sommer-OL 2028 skal arrangeres i USA, gav IHF wildcardplads til USA i mesterskaberne i 2025 og 2027.